# 李海 (越南歌手)

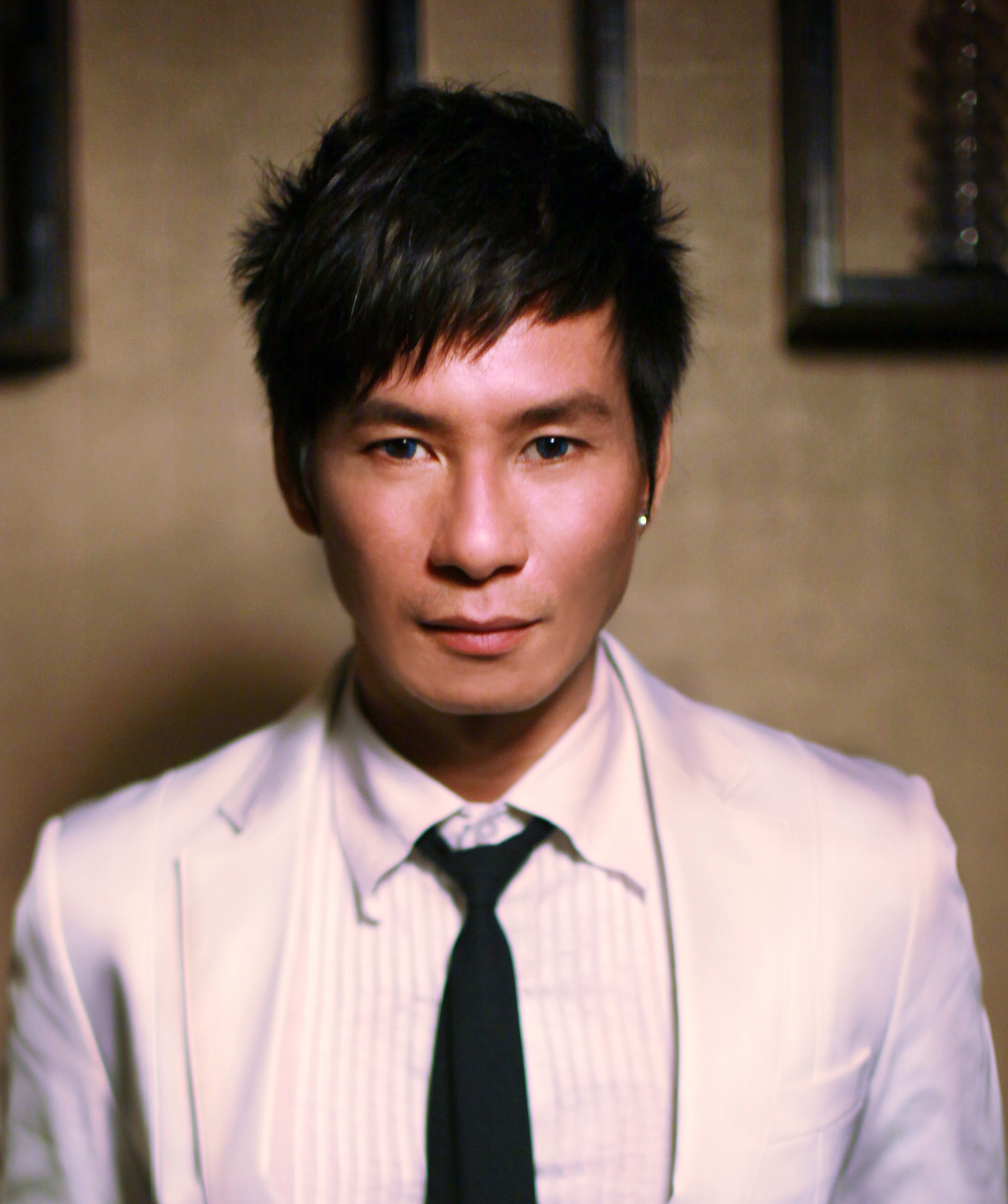
李海

李海（1969年9月28日—），原名阮文海，越南男歌手。1993年出道進入歌唱領域。隨著2001年《伴妳終生》電影音樂的成功，李海建立了自己的品牌，尤其為越南西南部聽眾所熟知。
李海的音樂作品帶有較為純正的越南腔調，以及簡潔的旋律和歌詞，因此被冠以“平民歌樂明星”的稱號。